# Рудерман, Аркадий Абрамович
Аркадий Абрамович Рудерман (7 января 1950, Минск — 22 сентября 1992, Таджикистан) — белорусский советский кинорежиссёр.
Окончил Белорусский политехнический институт (1972), ЛГИТМиК (1981). Работал на киностудии «Беларусьфильм».
Лауреат кинофестивалей в Санкт-Петербурге, Екатеринбурге, Германии и Японии. Номинант на кинопремию «Ника» в 1989 году за фильм «Театр времён перестройки и гласности» (в номинации — «Лучший документальный фильм»).
Погиб осенью 1992 года в горах Таджикистана по дороге из Нурека в Душанбе во время выезда на съёмки телевизионного фильма по заказу студии «Политика» телекомпании «Останкино» о Д. Худоназарове. Произошло столкновение со встречным автомобилем. Официальная версия смерти — случайная автокатастрофа, по другим версиям — акт, спланированный против съёмочной группы лицами, не желающими огласки определённой информации.

## Фильмография
- 1975 — Дойти до флага
- 1980 — Новогрудок. Читая Мицкевича
- 1981 — Таксисты
- 1982 — Командировка
- 1983 — Верите ли вы в себя?
- 1984 — Небывальщина
- 1985 — Всё начинается с земли
- 1985 — Кто исправит ошибку Деметры?
- 1985 — Пять дней и один вечер
- 1986 — Время сеять
- 1987 — Летящая в грозу
- 1987 — Почём фунт робота?
- 1987 — Что почём? Разговорчики!
- 1988 — Встречный иск
- 1988 — Сцены из жизни элиты
- 1988 — Театр времён перестройки и гласности
- 1989 — Человек на трибуне
- 1990 — Осторожно, двери открываются!
- 1991 — Гуд-бай, СССР
- 1991 — Дом свиданий. Глава вторая
- 1991 — Общая молитва
- 1992 — Дорогая Галуша![3]
- 1992 — От молитвы до молитвы